# Sistema Ronson

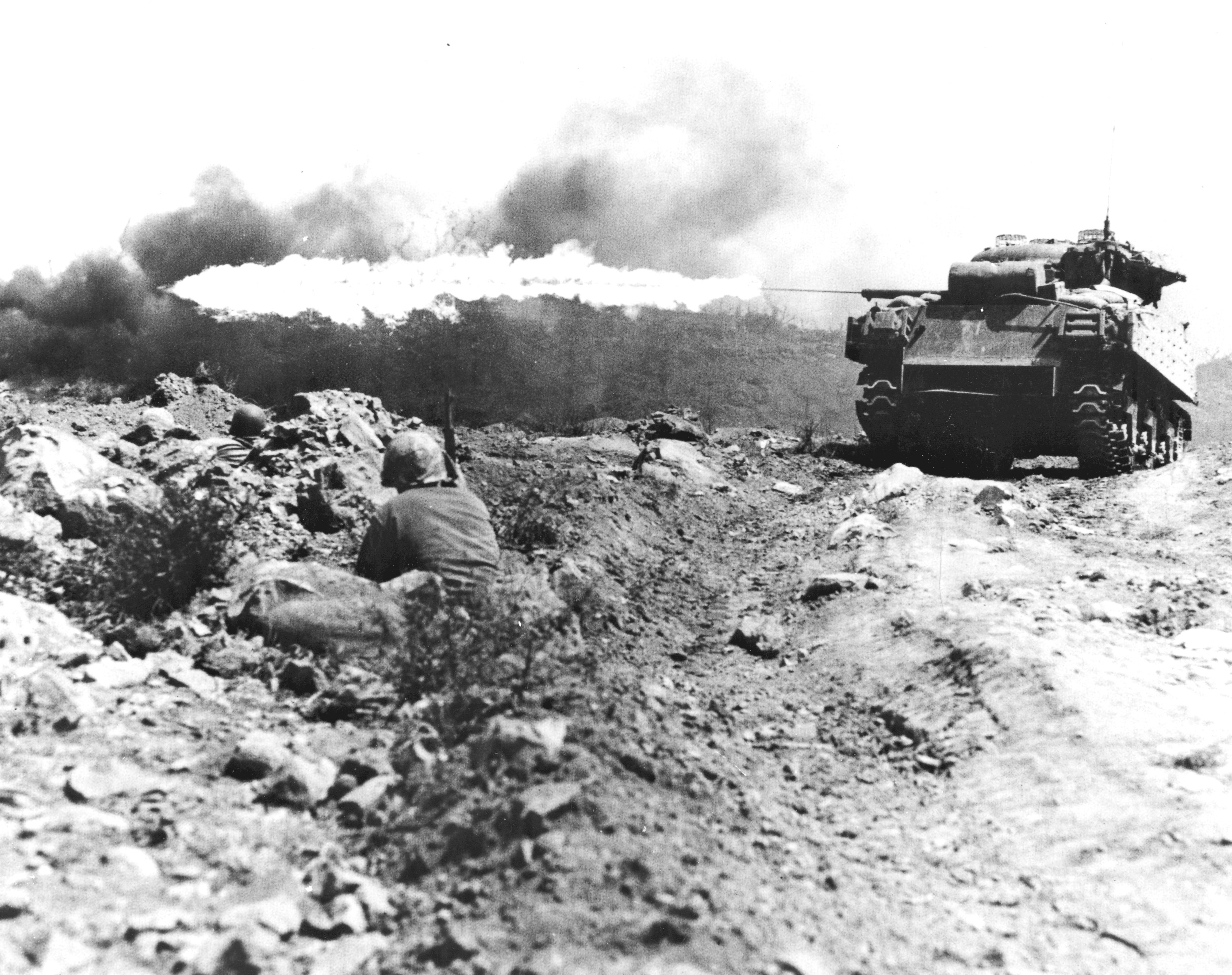
Carro de combate Ronson durante a batalha de Iwo Jima

O sistema Ronson foi uma arma utilizada pelo Corpo de Fuzileiros Navais dos Estados Unidos da América durante a Segunda Guerra Mundial. O qual consistia de um carro de combate M4 Sherman adaptado com um lança-chamas Mark 1. Estes carros de combate eram utilizados na Batalha de Iwo Jima e durante a Operação Overlord.